# ياسمين متعدد الأجزاء
ياسمين متعدد الأجزاء أو الياسمين البري المرصع بالنجوم أو الياسمين الأفريقي أو إيمفوهلافوهلين هو نوع من الياسمين، يتبعُ فصيلة الزيتونية المُتَوَطِّنَة في جنوب إفريقيا.